# Psychrophrynella condoriri
Psychrophrynella condoriri är en groddjursart som först beskrevs av De la Riva, Aguayo och Padial in De la Riva 2007.  Psychrophrynella condoriri ingår i släktet Psychrophrynella och familjen Strabomantidae. IUCN kategoriserar arten globalt som otillräckligt studerad. Inga underarter finns listade i Catalogue of Life.